# Mac OS (Classic)
Mac OS, retronym auch als Mac OS Classic oder Classic Mac OS bezeichnet – auf Deutsch klassisches Mac OS, ist das ursprüngliche Betriebssystem des Macintosh von Apple, das seit 1982 entwickelt und seit 1984 vertrieben wurde. Es hatte anfangs nur die sehr unspezifische Bezeichnung System, bis es in System-Version 4.0 vom Januar 1987 erstmals in seiner Gesamtheit als Macintosh System Software bezeichnet wurde. Diese Bezeichnung wurde dann bei den Versionen 5 und 6 offiziell verwendet, bis es zu Beginn der 1990er-Jahre wieder einfach nur System hieß: System 6 und System 7. Ab Version 7.6 wurde es in Mac OS umbenannt. Das Betriebssystem war nach Xerox Star und Lisa OS das dritte kommerziell vertriebene Betriebssystem mit grafischer Benutzeroberfläche und Maus. Zentrales Element ist die Grafikbibliothek QuickDraw, die auch in den Anwendungen verwendet wurde, so dass alle Programme einheitlich aussehen und einheitlich bedient werden. Benutzerschnittstelle des Systems ist der einem Schreibtisch nachempfundene Finder, der bis System 6 eine eigenständige Versionsnummer führte. Eine Text-Shell (wie COMMAND.COM unter MS-DOS oder Bash unter UNIX) gibt es nicht. 
Mac OS ist die einzig vollständige Implementierung der Macintosh-Programmierschnittstelle. Es wurde nach der Übernahme von NeXT Ende 1996 durch das aus OPENSTEP heraus entwickelte Mac OS X ersetzt, für das zur einfacheren Portierbarkeit existierender Macintosh-Anwendungen die Programmierschnittstelle als Carbon neu implementiert werden musste.
Ab Mai 2001 wurden alle neuen Macs mit Mac OS 9 und Mac OS X ausgeliefert, bis Januar 2002 blieb Mac OS 9 das vorinstallierte Standard-Betriebssystem.

## Geschichte
Um teuren Arbeitsspeicher und knappen Disketten-Speicherplatz zu sparen, waren anfangs wesentliche Teile des Betriebssystems in einen Nur-Lese-Speicher (Read-only-Memory; ROM) ausgelagert. Dadurch wurden platzsparende und trotzdem leistungsfähige Programme möglich: Das erste Textverarbeitungsprogramm MacWrite war weniger als 30 kB groß und hatte dennoch eine graphische Oberfläche, mehrere Fenster und bot WYSIWYG. Auch MacPaint zum Zeichnen war derart klein.
Zunächst konnte immer nur ein Programm zur selben Zeit laufen; ab 1987 ermöglichte es der MultiFinder, mehrere Programme gleichzeitig im Speicher zu halten. Ab 1991 war mit System 7 kooperatives Multitasking möglich. Das in der Programmiersprache C neu geschriebene System 7 war ein 32-Bit-Betriebssystem, die älteren Versionen sind teilweise nicht „32-Bit clean“, die oberen acht Bit von Adressen werden für andere Zwecke verwendet, sodass sie nur mit 24 Bit breiten Adressen (vier MB Speicher) korrekt arbeiten. Sie sind in Pascal programmiert, QuickDraw in Assembler.
Gegen Ende der 1990er Jahre zeigten sich die Nachteile des klassischen Mac OS gegenüber echten Mehrbenutzersystemen wie Solaris, Linux, BSD oder Windows NT. Die Multitasking-Fähigkeiten waren nicht vollständig vom System kontrolliert (sog. kooperatives Multitasking), sodass es gemeinsam mit dem fehlenden Speicherschutz zum Absturz des Systems führen konnte, wenn ein einzelnes Programm einen Fehler enthielt und nicht mehr reagierte.
Um das auszugleichen, versuchte Apple nach erfolglosen Versuchen mit einem eigenen Unix (A/UX) ein moderneres Betriebssystem unter dem Projektnamen Copland neu zu entwickeln. Das Projekt scheiterte zwar, einige der Neuerungen aus Copland wurden aber in das bestehende „System“ integriert, das damit auch gleich in Mac OS umbenannt wurde. Bereits Mac OS 7.6 erhielt Teile aus Copland, Mac OS 8 wartete zudem mit der überarbeiteten Copland-Oberfläche „Platinum“ auf. Bei Mac OS 8.5 wurden Kernfunktionen aus Copland übernommen, sodass Mac OS 8.5 einen überarbeiteten Kernel hat, der Multiprozessor-fähig ist. All diese Modifikationen konnten die Kerndefizite nicht beheben, unter anderem auch deshalb, weil das Betriebssystem auf Ebene der Programmschnittstelle (API) zur Macintosh-API kompatibel bleiben sollte.
Apple machte sich daher auf die Suche nach Alternativen. Unter anderem wurde erwogen, das Unternehmen Be Incorporated zu kaufen, um deren in der Entwicklung befindliches, jedoch bereits stabiles und auf der Basis ausgereiftes Betriebssystem BeOS als Grundlage für das neue Macintosh-Betriebssystem zu nutzen. Das Vorhaben scheiterte jedoch – über die Gründe kursieren viele Gerüchte.
Letztlich kaufte Apple für knapp 400 Millionen US-Dollar das von ihrem ehemaligen Vorstandsvorsitzenden Steve Jobs gegründete Unternehmen NeXT. Jobs hatte für seine NeXT-Computer das Betriebssystem NeXTStep später OPENSTEP auf BSD-Basis entwickeln lassen. Mit seiner Hilfe entwickelte Apple auf dieser Grundlage ein neues Betriebssystem mit dem Namen „Mac OS X“.
Mac OS 9 wurde in der Classic-Umgebung bis Mac OS X Tiger (bis 10.4.11, 2007) weiter unterstützt, um den Umstieg der Anwender zu erleichtern, die so ihre alten Programme weiter nutzen konnten. Auf Macs mit Intel-Prozessor (ab 2006) sowie unter Mac OS X Leopard (10.5, 2007, letzte auf dem PowerPC lauffähige Version) lief die Classic-Umgebung allerdings nicht mehr; hier ist man auf Fremdprogramme wie SheepShaver angewiesen.
Der Name „Mac OS“ findet seine erste Erwähnung im Start-Logo von System 7.5.1; mit Version 7.6 heißt das Betriebssystem dann offiziell „Mac OS 7.6“. Macintosh-Betriebssysteme hatten bis System 6 „Macintosh System Software“ geheißen, doch anschließend wurde wieder zunehmend die ursprüngliche Bezeichnung „System“ verwendet – so auch bei System 7, System 7.1 und System 7.5. Die letzte Ausgabe von Mac OS in seiner Ursprungsform ist Mac OS 9.2.2 vom Dezember 2001.

## Versionsgeschichte

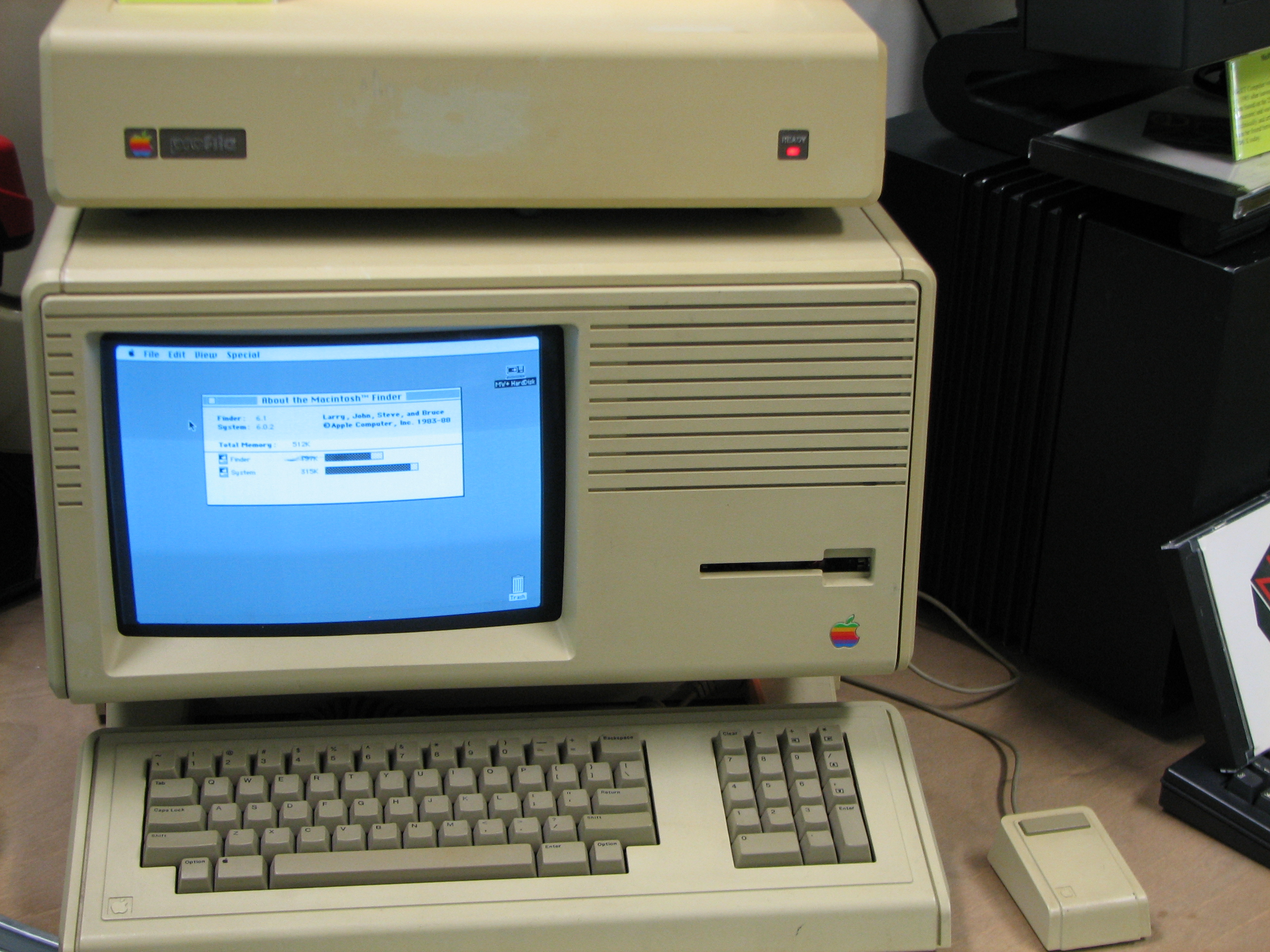
Macintosh XL mit laufendem System 6.0.2 (englisch).

Ursprünglich war jede Betriebssystemkomponente sowie jede Softwarekomponente mit einer eigenen unabhängigen Versionsnummer versehen. Das führte auch deshalb zu Verwirrung, weil das eigentliche Betriebssystem, schlicht „System“ genannt, eine andere Version führte als das Hauptprogramm des Macintosh: der Finder. Zusätzlich bedruckte Apple die an Händler abgegebenen Disketten für die Aktualisierung bestehender Systeme mit eigenen Versionsnummern, die mit der Betriebssystemversion und der Version des Finder nichts zu tun hatten.
Die Bezeichnung „Macintosh System Software“ (oder auch nur „System Software“) wird erst ab System Software 5 offiziell von Apple genutzt. Da es jedoch kein System 5 gibt, sondern die System Software 5.0 das System 4.2 und den Finder 6.0 enthält, ist die Identifizierung oft nicht ganz eindeutig, zumal das laufende System selbst keinerlei Informationen über die vermeintliche Version der „Macintosh System Software“ bietet. Die Bezeichnung „System Software“ wurde dennoch von Händlern und weiteren Quellen (Anwender, Seiten im Internet) verwendet, obwohl dies lediglich der Aufdruck auf den Speichermedien (Disketten) oder der beiliegenden Dokumentation war und überdies zumeist anders lautete, z. B. „Macintosh Utilities“ oder „Macintosh Software“.
Versionen vor der „Macintosh System Software 6“ sind daher grundsätzlich nicht mit der Version des „System“ (oder des Finder) gleichzusetzen. Um die Situation zu bereinigen, wurde System 5 übersprungen und die Versionsnummern ab System 6, der „Macintosh System Software 6“ mit dem Finder 6.1 und dem MultiFinder 6.0, weitestgehend vereinheitlicht.

### Versionen bis Macintosh System Software 5
Die bis Version 5.0 als System Software aufgeführte Version ist jene vom Aufdruck der Medien. Sie ist auf einem laufenden Macintosh nicht auslesbar. Ab „Macintosh System Software 6“ (System 6) sind die Versionen weitgehend (außer der Subversion des Finder) und in System 7 zur Gänze vereinheitlicht. System 7.5 war das letzte Betriebssystem für klassische Macintosh-Computer aus den 1980er-Jahren. Ab Version 7.6 wurde System 7 zudem in Mac OS 7.6 umbenannt.
| Release- Datum  | Bezeichnung          | Version | Version | Version       | Version       | Macintosh-Modelle                     | Macintosh-Modelle                     | Macintosh-Modelle                     | Macintosh-Modelle                     | Macintosh-Modelle                     | Macintosh-Modelle                     | Kommentare |
| Release- Datum  | Bezeichnung          | System  | Finder  | Multi- Finder | Laser- Writer | 128K                                  | 512K                                  | SE                                    | 512Ke                                 | Plus                                  | II                                    | Kommentare |
| --------------- | -------------------- | ------- | ------- | ------------- | ------------- | ------------------------------------- | ------------------------------------- | ------------------------------------- | ------------------------------------- | ------------------------------------- | ------------------------------------- | --- |
| 4. Dez. 1983    | –                    | 0.85    | –       | –             | –             | Grünes Häkchensymbol für ja           | Rotes X oder Kreuzchensymbol für nein | Rotes X oder Kreuzchensymbol für nein | Rotes X oder Kreuzchensymbol für nein | Rotes X oder Kreuzchensymbol für nein | Rotes X oder Kreuzchensymbol für nein | Version 0.85 ist eine frühe unveröffentlichte (aber „geleakte“) Beta-Version. |
| 14. Januar 1984 | –                    | 0.97    | 1.0     | –             | –             | Grünes Häkchensymbol für ja           | Rotes X oder Kreuzchensymbol für nein | Rotes X oder Kreuzchensymbol für nein | Rotes X oder Kreuzchensymbol für nein | Rotes X oder Kreuzchensymbol für nein | Rotes X oder Kreuzchensymbol für nein | Die Versionsnummer 0.97 des Systems wurde nur intern genutzt und war für den Anwender nicht ersichtlich: das Betriebssystem wies sich als System 1.0, Finder 1.0 aus. Auf der zweiten Diskette war MacWrite 1.0, MacPaint 1.0 und Font Mover enthalten. |
| Mai 1984        | System Software 0.1  | 1.1     | 1.1g    | –             | –             | Grünes Häkchensymbol für ja           | Grünes Häkchensymbol für ja           | Rotes X oder Kreuzchensymbol für nein | Rotes X oder Kreuzchensymbol für nein | Rotes X oder Kreuzchensymbol für nein | Rotes X oder Kreuzchensymbol für nein | Der Versionsaufdruck „0.1“ ist nur auf den Disketten und der zugehörigen gedruckten Dokumentation. Diese Version beinhaltet u. a. die Aktualisierungen MacWrite 2.2 und MacPaint 1.3 und war auch ab Sept. 1985 beim Macintosh 512k enthalten. Der Finder wurde ab Anfang 1985 zumindest in den Versionen 2.6 und 3.4 an Tester abgegeben.                                |
| Apr. 1985       | System Software 0.3  | 2.0     | 4.1     | –             | –             | Grünes Häkchensymbol für ja           | Grünes Häkchensymbol für ja           | Grünes Häkchensymbol für ja           | Rotes X oder Kreuzchensymbol für nein | Rotes X oder Kreuzchensymbol für nein | Rotes X oder Kreuzchensymbol für nein | Diese Version beinhaltet u. a. die Aktualisierungen MacWrite 4.5 und MacPaint 1.5. |
| Sept. 1985      | System Software 0.5  | 2.1     | 5.0     | –             | –             | Grünes Häkchensymbol für ja           | Grünes Häkchensymbol für ja           | Grünes Häkchensymbol für ja           | Rotes X oder Kreuzchensymbol für nein | Rotes X oder Kreuzchensymbol für nein | Rotes X oder Kreuzchensymbol für nein | Führte das Hierarchical File System ein. |
| Jan. 1986       | System Software 0.7  | 3.0     | 5.1     | –             | –             | Grünes Häkchensymbol für ja           | Grünes Häkchensymbol für ja           | Grünes Häkchensymbol für ja           | Grünes Häkchensymbol für ja           | Grünes Häkchensymbol für ja           | Rotes X oder Kreuzchensymbol für nein | Diese Version wurde mit dem Macintosh Plus und dem Macintosh 512Ke ausgeliefert. |
| Feb. 1986       | LaserWriter 3.0      | 3.1     | 5.2     | –             | 3.0           | Grünes Häkchensymbol für ja           | Grünes Häkchensymbol für ja           | Grünes Häkchensymbol für ja           | Grünes Häkchensymbol für ja           | Grünes Häkchensymbol für ja           | Rotes X oder Kreuzchensymbol für nein | Diese Version hatte Fehler, die die Systemstabilität beeinträchtigten. Sie war nur auf der Printer Installation disk (v1.0) enthalten, auf denen die Druckerprogramme LaserWriter 3.0 und LaserWriter Namer 2.0 ausgeliefert wurden. System 3.11 wurde mit dem Macintosh 512Ke ausgeliefert.                                                                              |
| Jun. 1986       | System Software 1.1  | 3.2     | 5.3     | –             | 3.1           | Grünes Häkchensymbol für ja           | Grünes Häkchensymbol für ja           | Grünes Häkchensymbol für ja           | Grünes Häkchensymbol für ja           | Grünes Häkchensymbol für ja           | Rotes X oder Kreuzchensymbol für nein | Dies ist das letzte System, das noch auf dem originalen Macintosh von 1984 läuft. Enthält LaserWriter 3.1. |
|                 | AppleShare 1.0       | 3.3     | 5.4     | –             | 3.1           | Rotes X oder Kreuzchensymbol für nein | Grünes Häkchensymbol für ja           | Rotes X oder Kreuzchensymbol für nein | Rotes X oder Kreuzchensymbol für nein | Rotes X oder Kreuzchensymbol für nein | Rotes X oder Kreuzchensymbol für nein | Enthalten auf der Work Station Installer disk for versions 1.0 of the AppleShare file server und beinhaltet LaserWriter 3.1. |
| Jan. 1987       | System Software 2.01 | 4.0     | 5.4     | –             | 3.3           | Rotes X oder Kreuzchensymbol für nein | Grünes Häkchensymbol für ja           | Grünes Häkchensymbol für ja           | Grünes Häkchensymbol für ja           | Grünes Häkchensymbol für ja           | Rotes X oder Kreuzchensymbol für nein | Diese Version wurde mit dem Macintosh SE ausgeliefert und enthält die erste Erwähnung von Macintosh System Software in der enthaltenen Dokumentation. Es enthält die Aktualisierung auf LaserWriter 3.3 und hat die gleiche Version des Finder wie die Vorversion. Da es mindestens 1 MB RAM erfordert ist System 4.0 nicht mehr mit dem originalen Macintosh kompatibel. |
|                 | AppleShare 1.1       | 3.3     | 5.5     | –             | 3.3           | Rotes X oder Kreuzchensymbol für nein | Grünes Häkchensymbol für ja           | Rotes X oder Kreuzchensymbol für nein | Rotes X oder Kreuzchensymbol für nein | Rotes X oder Kreuzchensymbol für nein | Rotes X oder Kreuzchensymbol für nein | Enthalten auf der Work Station Installer disk for versions 1.1 of the AppleShare file server. |
| Apr. 1987       | System Software 2.01 | 4.1     | 5.5     | –             | 4.0           | Rotes X oder Kreuzchensymbol für nein | Grünes Häkchensymbol für ja           | Grünes Häkchensymbol für ja           | Grünes Häkchensymbol für ja           | Grünes Häkchensymbol für ja           | Grünes Häkchensymbol für ja           | Version für den Macintosh II und letzte Version für den Macintosh 512K. System 4.1 verbesserte die Zusammenarbeit mit AppleShare und unterstützte größere Festplatten (>32 MB). Beinhaltet die Aktualisierung auf LaserWriter 4.0. |
| Okt. 1987       | System Software 5.0  | 4.2     | 6.0     | 1.0           | 5.0           | Rotes X oder Kreuzchensymbol für nein | Rotes X oder Kreuzchensymbol für nein | Grünes Häkchensymbol für ja           | Grünes Häkchensymbol für ja           | Grünes Häkchensymbol für ja           | Grünes Häkchensymbol für ja           | Diese Version wurde nun offiziell als „Macintosh System Software 5.0“ bezeichnet, enthält System in Version 4.2 und Finder in Version 6.0. Neu eingeführt wurde auch der MultiFinder, eine Multitasking-fähige Neu-Implementierung des Finder. Dabei ist die Aktualisierung u. a. auf LaserWriter 5.0.                                                                    |
| Nov. 1987       | System Software 5.1  | 4.3     | 6.0     | 1.0           | 5.1           | Rotes X oder Kreuzchensymbol für nein | Rotes X oder Kreuzchensymbol für nein | Grünes Häkchensymbol für ja           | Grünes Häkchensymbol für ja           | Grünes Häkchensymbol für ja           | Grünes Häkchensymbol für ja           | Diese Version enthält nur kleinere Detailverbesserungen, wie die Aktualisierung auf LaserWriter 5.1. |
|                 | AppleShare 2.0       | 3.4     | 6.1     | –             | 5.1           | Rotes X oder Kreuzchensymbol für nein | Rotes X oder Kreuzchensymbol für nein | Rotes X oder Kreuzchensymbol für nein | Grünes Häkchensymbol für ja           | Rotes X oder Kreuzchensymbol für nein | Rotes X oder Kreuzchensymbol für nein | Spezielle Systemversion für den Macintosh 512Ke für und enthalten in AppleShare version 2.0. |

Der Macintosh XL kann, da er baugleich mit der Apple Lisa ist, nur Lisa OS nativ ausführen. Er wurde jedoch mit MacWorks XL ausgeliefert, einem Port des Macintosh-Plus-ROMs, womit System 1.1 bis 3.2 auf dem Macintosh XL lauffähig wird. Mit MacWorks Plus ist er kompatibel bis System 6.0.3 und mit MacWorks Plus II Basic bis 6.0.8. MacWorks Plus II Pro ermöglicht es dem Macintosh XL sogar System 7.5.5 auszuführen, das letzte System für 68k-Macs mit dem ursprünglichen Motorola-68000-Prozessor.

### Versionen von System 6
System 6 wurde im Juni 1988 für alle bestehenden Macintosh-Computer mit Ausnahme des Macintosh 128k und 512k als Gratis-Upgrade ausgeliefert. Version 6.0.1 war beim Macintosh IIx enthalten, Version 6.0.3 beim Macintosh SE/30, IIcx und zudem im ROM des Macintosh Classic, Version 6.0.4 wurde mit dem Macintosh IIci und dem Macintosh Portable ausgeliefert, Version 6.0.5 mit dem Macintosh IIfx und die fehlerhafte Version 6.0.6 mit dem Macintosh Classic, IIsi und LC. Die letzte Version war 6.0.8L vom Februar 1992, fast ein Jahr nach Erscheinen von System 7.

### System 7 bis MacOS 9.2.2
Das 1991 erschienene System 7 war einerseits neu geschrieben und modernisiert des bestehenden Betriebssystems dar, andererseits markierte es auch einen Totpunkt in der Entwicklung, da es Apple nicht möglich war, moderne Betriebssystemfunktionen wie Multitasking und Speicherschutz stabil zu integrieren. Projekte zur Entwicklung eines modernen neuen Betriebssystems – „Pink“ bzw. TalOS, „Red“ bzw. Raptor, Copland und Gershwin – blieben unvollendet oder wurden bereits in der Planungsphase gestoppt.
Apple suchte daher nach einem Nachfolgebetriebssystem eines anderen Herstellers. Schließlich wurde Ende 1996 NeXT übernommen und deren modernes Unix-Betriebssystem OPENSTEP bis 2001 in Mac OS X weiterentwickelt, wobei die Programmierschnittstelle des Macintosh als Carbon neu implementiert wurde. Carbon war auch auf Mac OS ab Version 8.1 verfügbar, sodass „carbonisierte Programme“ (englisch “carbonized applications”) sowohl auf Mac OS X als auch auf Mac OS laufen konnten.
Version 7.6 wurde in Mac OS 7.6 umbenannt, da System 7 auch auf Macintosh-Klonen laufen konnte und man mit dem Namen einen Hinweis auf die von Apple selbst produzierten Macintosh-PCs geben wollte, auch wenn das System auf einem der Klone lief. Mac OS 7.6 war außerdem das erste Mac OS, das Teile des unvollendeten Copland erhielt.
Ab Mac OS 8 wurde das Betriebssystem mit weiteren Teilen von Copland verbessert, wie etwa dem Platinum-Design oder ab Mac OS 8.5 einem verbesserten Kernel. Mac OS 9 wurde nur noch vorbereitend auf das kommende Mac OS X 10.0 eingeschoben, da etwa die internen Unterschiede zwischen Mac OS 8.6 und Mac OS 9.0 weit geringer ausfallen als jene zwischen Mac OS 8.1 und Mac OS 8.5.
Mac OS war in einer virtualisierten Umgebung namens Blue Box unter dem Betriebssystem Rhapsody, das Apple ab 1997 entwickelte, weiterhin lauffähig. In der zweiten Vorabversion von 1998, interne Versionsnummer Rhapsody 5.1, lief darin Mac OS 8.1, unter Mac OS X Server 1.0 (1999), das Rhapsody 5.3 entspricht, lief Mac OS 8.5 und in der letzten Aktualisierung Mac OS X Server 1.2v3 (2000, intern Rhapsody 5.6) lief Mac OS 8.6. Rhapsody wurde zu Mac OS X weiterentwickelt und die Blue Box zur Classic-Umgebung.
Der letzte Macintosh, der Mac OS 9 direkt starten kann, ist der Power Mac G4 „Mirrored Drive Doors 2003“, der nach Anfragen von Anwendern von 2003 bis 2004 noch einmal aufgelegt wurde. Auf neueren PowerPC-basierten Mac-Modellen ist Mac OS ab Version 9.1 nur noch in der Classic-Umgebung des Nachfolger-Betriebssystems Mac OS X bis Tiger (10.4, 2005; letzte Aktualisierung 10.4.11, 2007) nutzbar, nicht jedoch auf den Server-Modellen Xserve. Auf Intel-basierten Macs ist die Classic-Umgebung nicht mehr verfügbar und somit auch kein offizielles (virtualisiertes) klassisches Mac OS.
Das Projekt „Mac OS 9 Lives“ ermöglicht es seit 2012 durch Modifikation der letzten Version von Mac OS 9 auch auf PowerPC-basierten Macs direkt zu Starten (nativ, ohne die Classic-Umgebung), darunter die ersten Mac Minis mit G4-Prozessor, sowie PowerBooks, der eMac und der iMac G4, sowie der Power Mac G4 FW800 („Verspiegelte Laufwerksblenden“ mit FireWire-800), der auch nie offiziell Mac OS 9 starten konnte. Zu beachten ist jedoch, dass dem klassischen Mac OS einige Treiber der neueren Hardware fehlen, die teils durch alternative Treiber und Applikationen ersetzt werden können, teils aber einfach fehlen.